# Savigny-Lévescault
Savigny-Lévescault ou Savigny-l'Évescault là một xã, tọa lạc ở tỉnh Vienne trong vùng Nouvelle-Aquitaine, Pháp. Xã này có diện tích 22,14 kilômét vuông, dân số năm 2006 là 991 người. Xã nằm ở khu vực có độ cao trung bình 113 m trên mực nước biển. Dân địa phương danh xưng tiếng Pháp là Savignois.

## Hành chính
| Danh sách các xã trưởng |           |              |      |         |
| Giai đoạn               | Giai đoạn | Tên          | Đảng | Tư cách |
| mars 2008               |           | Guy Andrault |      |         |

## Biến động dân số
| Năm | 1962 | 1968 | 1975 | 1982 | 1990 | 1999 | 2006 |
| --- | ---- | ---- | ---- | ---- | ---- | ---- | ---- |
| Dân số | 426  | 460  | 494  | 631  | 801  | 939  | 991  |
| From the year 1962 on: No double counting—residents of multiple communes (e.g. students and military personnel) are counted only once. |      |      |      |      |      |      |      |